# Systematik (Recht)
Die Rechtssystematik ist ein Teilgebiet der Rechtswissenschaft.
Ihre Aufgabe ist die Gliederung und Abgrenzung der einzelnen Rechtsgebiete als Grundlage für die Rechtsetzung und anschließende Rechtsanwendung mit dem Ziel, einen widerspruchsfreien Regelungs- und Bedeutungszusammenhang der einzelnen Rechtsnormen und der Rechtsordnung insgesamt zu entwickeln. Innerhalb der einzelnen Rechtsgebiete, Gesetze und Rechtsinstitute sucht die systematische Auslegung nach rechtslogischen Zusammenhängen der einzelnen Vorschriften und ihrem rechtlich maßgeblichen Inhalt.
Rechtssystematik ist ein wesentliches Merkmal der Rationalität des modernen Rechts im Sinne Max Webers sowie weltanschaulich neutraler säkularer Normgebung.
Bevor ein Gesetzentwurf der Bundesregierung zum Beschluss vorgelegt wird, ist er dem Bundesministerium der Justiz zur Prüfung in rechtssystematischer und rechtsförmlicher Hinsicht (Rechtsprüfung) zuzuleiten (§ 46 GGO). Die Rechtsprüfung dient dazu, das Bundesrecht in sich widerspruchsfrei und möglichst übersichtlich zu gestalten.